# Nauclère

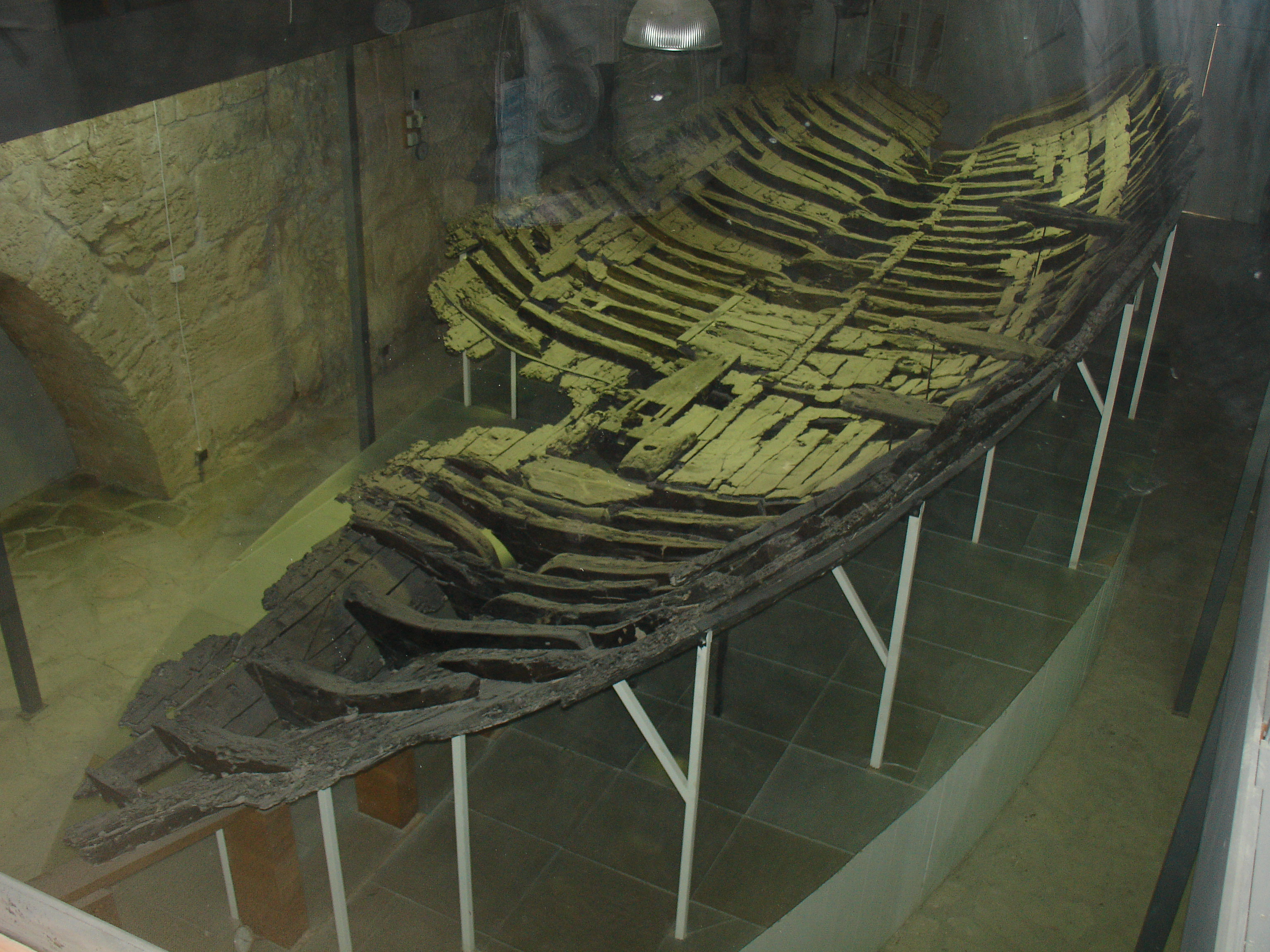
Épave de navire marchand grec antique retrouvé à Kyrenia (Chypre)

Un nauclère (en grec ancien ναύκληρος / naúklêros) est en Grèce antique, un propriétaire de navire marchand. Il transporte pour les vendre des marchandises qui lui appartiennent ou qu'un ἔμπορος (emporos) lui a demandé, contre rétribution, de transférer d'un port à un autre. 

## Commandement du navire
Les nauclères ne commandent pas nécessairement leur navire : d'une part ils n'ont pas toujours la formation technique nécessaire pour le manœuvrer, auquel cas ils délèguent cette tâche à un κυϐερνήτης (kybernétès) ; d'autre part certains nauclères ne sont pas présents sur leur navire et en confient le commandement à un ναυφύλαξ (nauphylax), auxquels sont adjoints éventuellement un administrateur de la cargaison et un gestionnaire des approvisionnements. Ce dernier cas a tendance à devenir la norme pour les nauclères à l'époque hellénistique : ils ne sont alors plus que de simples armateurs, hommes d'affaires qui supportent les risques financiers de la traversée mais restent à terre. Dès lors, la définition du mot « nauclère » datant de l'époque classique, celle de « propriétaire d'un navire de commerce qu'il commande lui-même », correspond davantage au terme φορτηγός (phortêgos).

## Condition et organisation des voyages
La grande rigidité des contrats de prêt à la grosse aventure souvent souscrits par les nauclères, qui définissent précisément la durée, l'itinéraire et les étapes du voyage, a sans doute eu pour conséquence, au moins partiellement, « de substituer un commerce bipolaire au commerce multipolaire » antérieurement en usage. Il semble pourtant que dans les faits, les nauclères disposent pour une part, sauf peut-être quand leur chargement était constitué de cette marchandise hautement stratégique qu'est le grain, d'une plus grande liberté que ne le suggèrent les contrats.
En utilisant les renseignements fournis, de vive voix ou par lettres incisées au plomb, par les vastes réseaux d'amitiés et de relations qu'ils ont pu bien souvent se constituer de par leur métier, ils choisissent de s'arrêter dans tel ou tel port placé sur leur chemin pour saisir les opportunités du moment. C'est ce que, à l'époque hellénistique suggère Philostrate qui dit à propos des nauclères : « ils sont sans cesse en course pour chercher un marché mal approvisionné ; ils passent leur vie au milieu des courtiers et des petits trafiquants, à vendre, à acheter ». Le caractère très fractionné des marchés fait de la question de la circulation de l'information un élément capital, qui entraîne les navires vers les cités les plus déficitaires, comme le souligne le plaideur du Contre Dionysodoros (8) du Pseudo-Démosthène : « d'après les cours du moment, ceux qui étaient sur place envoyaient des instructions à ceux qui étaient en voyage : de la sorte, le blé était-il cher chez-vous, on en faisait venir ; son prix baissait-il, on le dirigeait vers un autre port ».
Par ailleurs, nécessité faisait souvent loi : le chargement d'eau et de vivre -tout comme l'espace dévolu aux hommes d'équipage- était calculé au plus juste pour disposer d'un maximum de place sur le navire pour les marchandises elles-mêmes : de ce fait, « quand on le pouvait, on n'hésitait donc pas à s'arrêter dans un port, d'abord pour remercier Poséidon de sa protection, puis pour faire de l'eau, procéder à tous ces petits trafics plus ou moins licites qui enrichissent les marins et dormir au calme ».

## Richesse et statut juridique
Les nauclères constituent une catégorie de commerçants plus riche que celle des emporoi, dans la mesure où ils disposent nécessairement d'au moins un navire et son équipage servile, soit 40 mines dans le cas d'Apatourios, voire davantage : les sources à notre disposition indiquent qu'un nauclère sur trois possède au moins deux navires, comme Phormion ou le métèque d'Égine Lampis qui, en 352, possédait d'après Démosthène « la plus grande maison d'armateur de toute la Grèce ». L'étude prosopographique menée par Charles Reed a montré que 8 nauclères sur 19, soit 42 %, peuvent être considérés comme riches, dont 5 (26 %) le sont suffisamment pour être prêteurs d'argent
Cette étude a en outre montré que sur 19 nauclères connus au IVe siècle av. J.-C., 5 sont citoyens (dont une citoyenneté acquise), 12 ne le sont pas et 2 sont de statut indéterminé. L'un d'entre eux est un esclave, cas que l'on ne s'explique pas bien – peut-être était-il le capitaine d'un bateau qui ne lui appartenait pas, en tant, en quelque sorte, que mandataire de son patron. Il ne semble pas y avoir de différence de richesse sensible entre ceux des nauclères à diriger eux-mêmes leur navire et ceux qui délèguent cette tâche à un autre pour rester à terre. À peu près un tiers des nauclères sont associés avec un autre nauclère ; dans la moitié des cas, il ne s'agit pas d'un membre de leur famille, ou le lien familial n'est pas mentionné. On ne connaît qu'un seul cas, à l'époque classique, de partenariat comprenant strictement plus de deux nauclères.